# Malva aegyptia
Malva aegyptia is een plantensoort uit de kaasjeskruidfamilie (Malvaceae). Het is een rechtopstaande tot liggende eenjarige plant die tussen 5 en 40 centimeter hoog wordt. De plant heeft meestal meerdere stengels, maar kan soms ook een enkele stengel hebben. De plant heeft lichtroze solitaire bloemetjes die groeien in de bladoksels.
De soort komt voor in Spanje en van het zuidelijke en oostelijke Middellandse Zeegebied tot in Turkmenistan. Hij groeit daar in halfwoestijnen, woestijnsteppes en droge weilanden en braakliggende velden. De plant geeft de voorkeur aan rotsachtige en steenachtige hellingen met droge open struikachtige vegetatie.
De bladeren en bloemen worden in de volksgeneeskunde gebruikt vanwege hun verzachtende eigenschappen.